# Arhopala ganesa
Arhopala ganesa — вид дневных бабочек из семейства голубянок (Lycaenidae).

## Описание
Длина переднего крыла самцов 13—14 мм, самок 13—15 мм. Передние крылья несколько заострены. Задние крылья без хвостиков. Верхняя сторона крыльев с блестящим голубовато-синим отливом. Рисунок нижней стороны крыльев с внешним краем с чёрными точками. Глаза голые.

## Ареал
Япония, Китай (Западный, Южный, остров Хайнань, остров Тайвань), Мьянма, Гималаи.

## Биология
За год развивается одно поколение. Кормовые растения гусениц — различные виды дубов: Quercus gilva, Quercus salicina, Quercus phillyroides.